# Barbara Saladin (Autorin, 1976)
Barbara Saladin (* 13. August 1976 in Liestal) ist eine Schweizer Autorin und Journalistin.

## Leben und Werk
Saladin lebt als freie Journalistin, Autorin und Texterin in Hemmiken (Kanton Baselland). Im literarischen Bereich schreibt sie vor allem Kriminalromane. Zahlreiche ihrer Kurzkrimis und Kurzgeschichten sind in Anthologien vertreten. Für den Schweizer Kinofilm Welthund (2008) war sie Drehbuchautorin und Projektleiterin. Saladin ist Mitglied beim Syndikat, den Mörderischen Schwestern, dem PEN-Zentrum Deutschschweiz, den Autorinnen und Autoren der Schweiz (AdS) und dem Krimi Schweiz – Verein für schweizerische Kriminalliteratur.
Im Jahr 2017 erhielt sie den Kantonalbankpreis in der Sparte Kultur.

## Publikationen

### Kriminalromane
- Meerschweinchen/Bachpfattli. Ein etwas anderer Roman aus dem Oberbaselbiet. Schaub Medien, Sissach 2004, ISBN 3-9522350-4-0.
- Der Falsche. Roman. Warmisbach, Ufhusen 2005, ISBN 3-909171-17-6.
- Brennende Fragen in Basel. Kriminalroman. Orte, Oberegg 2011, ISBN 978-3-85830-160-4.
- Ein Hauch von Meer und Mord. Juist-Krimi. KBV, Hillesheim 2012, ISBN 978-3-942446-69-3.
- Baselbieter Abgründe – Vasco schnüffelt. Gmeiner Verlag, Meßkirch 2022, ISBN 978-3-8392-0104-6.
- Baselbieter Fluch. Gmeiner Verlag, Meßkirch 2024, ISBN 978-3-8392-0557-0.

### Anthologien
- Sieben Inseln, sieben Krimis. Eine mörderische Reise durch die Ostfriesische Inselwelt. Rowohlt, Reinbek bei Hamburg 2011, ISBN 978-3-499-25633-2.
- Die Möwenhochzeit und andere tierische Inselgeschichten. Rowohlt, Reinbek bei Hamburg 2013, ISBN 978-3-499-26651-5.
- Wer mordet schon am Rhein? (gemeinsam mit Anne Griesser und Nadine Buranaseda). Gmeiner Verlag 2016, ISBN 978-3-8392-1967-6.
- Mörderisches Baselbiet. 11 Kurzkrimis und 125 Freizeittipps. Gmeiner Verlag, 2018. ISBN 978-3-8392-2324-6.
- MordsSchweiz. Als Mitherausgeberin. Gmeiner Verlag, Messkirch 2021, ISBN 978-3-8392-0061-2.
- MordsSchweiz 2. Als Mitherausgeberin. Gmeiner Verlag, Messkirch 2023, ISBN 978-3-8392-0496-2.

### Sachbücher
- Baltrum – Gesichter einer kleinen Nordsee-Prinzessin. SKN, Norden 2010, ISBN 978-3-939870-80-7.
- Vom Sennereibad zum Gesundheitshotel. Das Bad Ramsach im Wandel der Zeit. Eital-Verlag, Tecknau 2016, ISBN 978-3-033-05377-9.
- 111 Orte in Baselland, die man gesehen haben muss. Emons Verlag, Köln 2017, ISBN 978-3-7408-0122-9.
- Für Dich! Gute Unterhaltung fürs Krankenbett. Beobachter Edition, 2018. ISBN 978-3-03875-119-9.
- 111 Orte im Kanton Solothurn, die man gesehen haben muss (gemeinsam mit Christof Gasser). Emons Verlag, Köln 2020. ISBN 978-3-7408-0975-1.
- 52 kleine & grosse Eskapaden in und um Basel. Draussen unterwegs in der Nordwestschweiz. DuMont Reiseverlag, Ostfildern 2020. ISBN 978-3-616-11004-2.
- Baselbieterinnen – 33 Porträts (gemeinsam mit Marianne Ingold). Verlag Baselland, 2022. ISBN 978-3-85673-705-4.
- Hügel, Täler und alte Gemäuer. 50 Ausflüge und Entdeckungen in der Region Basel.  Friedrich Reinhardt Verlag, Basel 2025, ISBN 978-3-7245-2757-2.

### Kinderbücher
- Vo Ärdwybli und Rägemännli – Baselbieter Sagen für Kinder. Idee und Illustrationen: Kathrin Horn. Verlag Basel-Landschaft, 2018. ISBN 978-3-85673-698-9.
- Bianca und Pico. Eine Geschichte aus der Storchenstation Möhlin (gemeinsam mit Trix Hahn-Altermatt). Natur- und Vogelschutz Möhlin NVM.
- Die Nacht, in der die Kuh verschwand. Friedrich Reinhardt Verlag, 2022. ISBN 978-3-7245-2589-9.

### CDs
- Sage uf d'Ohre – Baselbieter Sagen als Hörerlebnis. (gemeinsam mit Daniel Buser und Michael Studer). Verlag Baselland, 2022.